# Lac Alicurá
Le lac Alicurá, en Argentine est un lac de retenue, né à la suite de l'édification du barrage d'Alicurá sur le río Limay, nom donné au cours supérieur du Río Negro. Il est situé à la frontière entre la province de Neuquén et la province de Río Negro.

## Description
- Les coordonnées géographiques sont : 40° 24′ S, 71° 00′ O
- Altitude du plan d'eau : 705 mètres en moyenne
- Superficie : 67,5 km²
- Volume d'eau de la retenue : 3,27 milliards de m³
- Profondeur maximale : 110 mètres
- Profondeur moyenne : 48,4 mètres
- Fluctuations moyennes annuelles du niveau : 5 mètres
- Longueur des rives : 215,6 kilomètres
- Temps de résidence : 0,38 an
- Bassin versant : 6 980 kilomètres carrés
- Débit de l'émissaire (Río Limay) au niveau du barrage : 273 mètres cubes.